# Oncidium silvanoi
Oncidium silvanoi är en orkidéart som beskrevs av Willibald Königer. Oncidium silvanoi ingår i släktet Oncidium och familjen orkidéer. Inga underarter finns listade i Catalogue of Life.